# Ciência do direito
A ciência do direito, também chamada dogmática jurídica, é a principal dentre as ciências jurídicas. Em um sentido amplo, o termo refere-se ao estudo do direito visando a sua aplicação, e, em um sentido mais estrito, à operação do direito com sentido tecnológico, tendo em vista o chamado "problema da decidibilidade".
A ideia de uma ciência do direito em seu sentido estrito normalmente é associada ao positivismo jurídico, que, a partir de uma distinção entre fato e valor, teria buscado excluir ou pelo menos diminuir a influência da moral e dos valores no direito. Nesse sentido, a ciência do direito estaria fundada num fenômeno objetivo e observável e não em valores relativos e subjetivos.
A ciência do direito é distinta da filosofia do direito, da teoria geral do direito e da doutrina jurídica, disciplinas que, apesar de rigor metodológico, não dependem de observação, verificação e falseabilidade com explanações fundamentadas em uma teoria científica, como é caso da ciência do direito.

## Evolução histórica
O conceito teria sido fundado por John Austin (jurista), um dos primeiros a estabelecer a distinção entre Direito e moral e adquiriu especial importância com o advento da Teoria Pura do Direito, obra do jurista austríaco Hans Kelsen, que buscava uma teoria do direito positivo, científica e alheia de todos os elementos que lhe são estranhos (como a política, a moral, etc.)
Todavia, não são todos os autores que aceitam o caráter científico do direito. Dentre os que negam, destaca-se Julius von Kirchmann.
Houve, dos séculos XVII e XVIII para o século XIX, uma mudança do paradigma da ciência que trouxe consequências para o pensamento jurídico. No primeiro período, em que a geometria e a física eram as ciências dominantes, os juristas nelas se inspiravam, buscando aplicar ao direito o modo geométrico de pensar. Já no século XIX, voltavam-se para a história natural, que parecia ser o paradigma científico da época. Junto a isso, verificou-se uma tendência do século XIX de aplicar a ciência às ações humanas, contexto no qual desenvolvem-se a economia, a sociologia e a ciência política como ciências autônomas. Ainda nesse contexto, os juristas passaram a ser chamados a colaborar na tarefa de administrar cientificamente a sociedade, e o direito passou a ser visto como um dos seus instrumentos de direção.

## Abordagens
Há duas grandes vertentes de abordagem científica do fenômeno jurídico. Uma é fundada nas ciências sociais, como a sociologia jurídica, antropologia jurídica e psicologia jurídica. Outra é fundamentada que o direito uma vez posto já se torna um fenômeno examinável em si, sem levar em conta valores ou elementos extrínsecos a esse direito positivado. Nessa abordagem, aparece a Teoria Pura do Direito de Hans Kelsen.

### O direito como ciência na Teoria Pura do Direito
Logo no segundo parágrafo da Teoria Pura do Direito, Kelsen afirma ser ela uma "ciência jurídica e não política do Direito"  Ou seja, o que o autor buscou nela foi criar uma teoria que explicasse o Direito positivo em geral e que, ao mesmo tempo, "libertasse a ciência jurídica de todos os elementos que lhe são estranhos" 
Assim, o objeto da ciência jurídica são as normas jurídicas (e a conduta humana, porém apenas na medida em que constitui conteúdo de normas jurídicas). Além disso, trata-se ela de uma ciência normativa, pois limita-se ao conhecimento e descrição das normas e às relações entre fatos constituídas pelas próprias normas. Opõe-se, assim, às ciências da natureza, que visam o conhecimento, informado pela lei da causalidade, de processos reais.

### Kirchmann e a possibilidade de uma ciência jurídica
Kirchmann contrapõe o caráter individual do direito frente à generalidade própria aos demais objetos científicos, pois o modelo científico de seu tempo era o das ciências naturais, com um método fundado na observação neutra. Isto é, o direito pertence à categoria das coisas irredutíveis a uma esquematização em uma lei geral, porque é essencialmente mutável e, portanto, torna-se impossível uma ciência cujo objeto escaparia sempre de seus juízos de generalização. 7

## Aplicação da ciência do direito
A ciência do direito possui normas jurídicas como seu sistema, assim não podendo se constituir, a não ser que exclui tudo o que é estranho ao direito propriamente dito. O Estado determina sistemas de normas coercitivas, podendo se distinguir, por um lado, das ciências que se preocupam em estudar os fatos de toda espécie, ou seja, o que é e não o que deve ser (o Sein oposto ao sollen), e, por outro lado, a diversos sistemas de normas “ de moral ou de direito natural” com o qual gostaríamos de confundi-lo ou ao qual gostaríamos de subordiná-lo.
Não é possível uma ciência do direito, segundo Hans Kelsen, a menos que não a interferência estranha ao direito positivo, assim seu objetivo deve ser fixado, assim garantindo sua proposta. Eis porque a teoria pura do direito se apresenta como a “teoria do positivismo jurídico”.
Seguindo este raciocínio, pode- se dizer que para considerar um ato ilícito é quando “a condição de reação específica do direito, do ato de coerção”. Portanto, a sanção foi criada para garantir o Bem comum, mas as sanções só podem ser pronunciadas pelos juízes, pois eles têm competência, ou seja, ele obtém o conhecimento para aplicar as regras do direito nas situações determinadas pela lei de forma coerente.
Esta será válida se tiver sido elaborada e promulgada em conformidade com regras de um nível superior que determinam as condições de funcionamento dos poderes legislativo e executivo. Essas condições são normalmente fixadas numa constituição que fornece a lei fundamental do sistema jurídico ou que remete a uma outra lei que garante a validade da atual constituição. Conforme Agostinho Marques Neto, o Direito vem sendo conceituado de forma tradicional e limitado, considerando como principais enfoques: (1) o Direito definido como um conjunto de princípios antecessores á existência humana, princípios estes oriundos da revelação divina e que são captados pelo homem através da razão ou (2) o Direito definido como um sistema normativo criado pelo poder público. Neste último sentido, Direito e norma são vistos como uma só realidade.
A Ciência do Direito estabelece uma relação de conformidade com a ciência social visto que se configura como uma relação dogmática em busca de uma teoria e um alinhamento formando problemas, hipóteses e métodos formando uma nova teoria. Assim, a Ciência Do Direito proporciona diversos mecanismos para o estudo da dogmática jurídica visto que a preposição, prescrição e a comunicação são conceitos contribui dores com a atribuição desses conceitos na sociedade visto como um todo, como uma forma de limitação dos direitos e deveres de cada cidadão.
Agostinho Marques Neto conclui seu texto, expondo a relação do Direito como uma ciência que deve estudar o fato, valor e norma. Aqui o autor se aproxima da teoria tridimensional do Direito abordada por Miguel Reale, considerando o Direito como algo que precisa ser estudado sob estes três aspectos: fato, norma e valor.

## Métodos da hermenêutica na ciência do direito
A Ciência do Direito, classificada entre as disciplinas jurídicas fundamentais, constitui um conjunto ordenado e sistemático de princípios e regras que tem por tarefa definir e sistematizar o ordenamento jurídico (Direito positivo ou direito posto, vale dizer, produzido pelo Estado) que o Estado impõe à sociedade e apontar solução para os problemas ligados à sua interpretação e aplicação.
Sob o enfoque ainda do dogmatismo, convém lembrar a observação do preclaro jurista Tércio Sampaio Ferraz Júnior, no sentido de que "os juristas, em termos de um estudo estrito do direito, procurem sempre compreendê-lo e torná-lo aplicável dentro dos marcos da ordem vigente. Esta ordem que lhes parece como um dado, que eles aceitam e não negam, é o ponto de partida inelutável de qualquer investigação. Ela constitui uma espécie de limitação, dentro da qual eles podem explorar as diferentes combinações para a determinação operacional de comportamentos juridicamente possíveis". Caracteriza-se a Ciência do Direito pelo aspecto reprodutivo, pois não cria as normas, que são o seu objeto, mas apenas cuida de reproduzi-las. Essa reprodução evidentemente não se fará com base num plano abstrato. Porém, acontecerá tendo em mira os valores eleitos pela comunidade e, pois, a expressão de modelos sociais de comportamento. Cabe ressaltar que a Ciência do Direito adota vários métodos, em especial devido à sua natureza investigativa, como o analítico, o sintético, o analógico, para alcançar os seus fins consistentes em construir um sistema jurídico adequado à realidade atual, não correspondente ao momento histórico em que foram construídas as suas partes, como enfatiza Paulo Dourado de Gusmão.  A essa tríade, Miguel Reale acrescenta os métodos indutivo e dedutivo, que de há muito já eram defendidos por Enrico Ferri, os quais se completam na tarefa científica, lembrando que nossa época se caracteriza pelo pluralismo metodológico.

## I.C.D como disciplina
Como já se colocou, a Introdução à Ciência do Direito parece, à primeira vista, essencialmente eclética. Seria interpretação possível uma Ciência do Direito, há o reconhecimento da história e do esforço na elaboração do Direito Positivo e possui o papel de oferecer noções básicas e fundamentais do Direito. "Não se substituiria é claro, à Teoria Geral do Direito, mas teria um pouco dessa disciplina , pois o conhecimento dos conceitos jurídicos necessários é a melhor forma de introdução de uma ordem jurídica nacional". A I.C.D é classificada como Enciclopédia Jurídica, pois apresenta elementos gerais de cada ramo do Direito pátrio. E seria impossível não citar sobre a Filosofia do Direito, pois esta também é uma introdução à disciplina.
A I.C.D. no livro Elementos de Teoria Geral do Direito, após a publicação de GOLDSCHMIDT, pode-se classificar entre as demais ciências especias do Direito Positivo, juntamente com os ramos do Direito Público e do Direito Privado. O observado pelo autor é um tríplice aspecto: o direito como fato social, o direito como valor de justiça e o direito como norma. Essas dimensões são, para GOLDSCHIMIT um mundo jurídico perfeitamente organizado. E caberia a Introdução à Ciência do Direito investigar "o mundo jurídico como tal e de maneira científica"."A I.C.D. não é o estudo de mundo jurídicos particulares (o direito de Roma antiga, o direito do Brasil, o direito da Argentina) mas tem como objeto próprio o mundo jurídico em geral".

## A introdução da Ciência Jurídica nas faculdades e o estudante de Direito
A relação que a Ciência Jurídica possui com o estudante de direito dá uma visão diferenciada sobre este assunto. O Jurista e Professor Lenio Streck discorre sobre o assunto, e diz existir um protótipo do estudante de direito ideal.
Para Streck, as aulas atualmente são ministradas de forma facilitada, sobre o dilema dos livros mínimos que o aluno deve ler ou que o professor deve cobrar na faculdade de Direito. Também, é argumentado a necessidade de ler a Teoria Pura do Direito e a importância de conhecimentos profundos sobre a Ciência do Direito. Esse jurista critica a forma de ensino através do uso de resumos de livros ou “livros orelhados” e não o livro em si.
De certo modo, Streck está certo sobre a importância do estudo das teorias dogmáticas do direito e do ordenamento jurídico, porque são elas as utilizadas no dia-a-dia do mundo jurídico. Além disso, a hierarquia entre as normas, ou seja, a lógica escalonada, em Hans Kelsen, é importante para a coerência do Direito. De fato, um jurista ou estudante no curso de bacharelado em Direito precisa ter conhecimento amplo sobre essa ciência.
Porém, muito do que foi dialogado por Lenio Streck não é coerente, uma vez que a introdução do estudo de direito, feita de forma massiva, iria confundir o estudante ávido por conhecimento e com interesses pelo curso. A “cesta jurídico-epistêmico-básica” citada iria elitizar o curso, o que vem a ser um movimento retrógrado.
É sempre importante relembrar sobre o objeto de estudo da ciência do Direito, o qual é o fenômeno jurídico tal como ele se concretiza no espaço e no tempo, que é um Direito positivado no espaço e no tempo, como experiência efetiva. Portanto, o estudante de direito deve parar de raciocinar utilizando do senso comum, ao pensar que a ciência jurídica é somente norma positivada, e deve então, utilizar do conhecimento científico a ser aprendido no início do curso.